# Juliano (prefeito pretoriano)

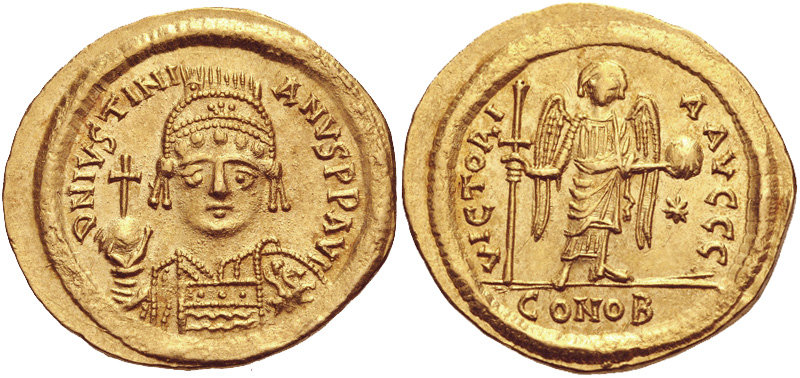
Soldo de Justiniano r.

Juliano (em latim: Iulianus) foi um oficial bizantino do século IV, ativo durante o reinado do imperador Justiniano I (r. 527–565).

## Vida
Juliano aparece pela primeira vez entre 18 de março de 530 e 20 de fevereiro de 531, quando ocupou a posição de prefeito pretoriano do Oriente. Em seu mandato, registrado numa série de leis contidas no Código de Justiniano, erigiu no hipódromo de Constantinopla uma estátua equestre de Justiniano destruindo os persas, provavelmente em celebração da Batalha de Dara de 530. Foi sucedido por João da Capadócia em 531. Em janeiro de 532, na Revolta de Nica, Juliano foi levado ao hipódromo com Hipácio e Pompeu pela massa que aclamou Hipácio imperador.